# Смилтене
Смилтене је град у области Видземе у северној Летонији. Налази се 132 километра североисточно од главног града Риге, и административног центра општине Смилтене. Има 5.536 становника (подаци из 2015).

## Име
Првобитно име је било Смилтеселе (завршетак је вероватно потекао од руског "село"). Град се касније звао Смилтен на немачком језику пре него што је додат летонски завршетак и тако постао Смилтене.

## Географија
Смилтене се налази у северном делу Видземске висоравни на обалама реке Абулс (Абула). Град је смештен у историјском округу Валка и припада модерној општини Смилтене. Граничи се са жупом Смилтене на северу и жупом Лаункалне на истоку и југу. Југозападно од Смилтена је жупа Бранти. Центар града је смештен на 106 метара надморске висине, а највиша тачка је у улици Клиеву - 145,14 метара. Постоје три могућа метеоритска кратера у граду.

## Историја
Област око града била је део латгалских земаља Талава. Након што су крсташи заузели већи део данашње Летоније, ова област је била део земље бискупа Риге. Године 1359. на стрмом брду у близини реке Абулс подигнут је замак. Трговачко и занатлијско село око њега први пут се помиње у историјским документима који датирају из 1427. године, а од 1523. године се помиње у статусу градског насеља. За време Ливонског рата замак и град је разорила војска Ивана Грозног. Под Пољско-литванском Комонвелтом, Смилтене и околину контролисао је старешина Каспар Млодецки .
У раним фазама Великог северног рата Смилтене је спалила руска војска . После рата подручје је опустошено због глади и бубонске куге . Шведска влада је 1708. изградила нову цркву и започела обнову села Смилтене.
1760. године руска царица Катарина II поклонила је властелинство Смилтене генерал-губернатору Георгу фон Брауну. За то време дворац је обновљен, од 1763. до 1771. године, а изграђене су дворске зграде које су и данас очуване. После Браунове смрти, његови наследници су продали имање ришком трговцу чија је породица имала власништво над њим скоро 100 година.
Године 1893. имање Смилтене је купио Пол Ливен (из породице балтичких немачких аристократа Ливен ), који је поделио земљу на парцеле – креирајући тако темеље савременог града. Године 1901. прикључена је струја у властелинство. За Ливенов новац изграђена је болница, пилана и електрична станица 1903. године. На његов предлог и уз његову финансијску подршку изграђена је пруга уског колосека од Смилтенеа до Валмијере. 
1920. године град је добио градска права у модерној Летонској Републици. Године 1935. у Смилтену је било више од 400 кућа за становање и много индустријских предузећа. 22. септембра 1944. године, током повлачења нацистичке војске, у Смилтену је уништено најмање 297 зграда.
1950. године Смилтене постаје административни центар новоствореног округа Смилтене .  Округ је 1959. припојен Валком округу, који је постојао до административне територијалне реформе извршене 2009. године.

## Спорт
Најпопуларнији спорт међу омладином Смилтенеа је фудбал,  локални клуб Абулс Смилтене није посебно јак и годинама је један од аутсајдера Летонске Прве лиге. Од 1969. године постоји и хокејашки тим у Смилтенеу. 

## Градови побратими
Смилтене је побратимљен са:
- Донер, Француска
- Дрогобич, Украјина
- Лавов, Украјина
- Пустомити, Украјина
- Визенбах, Немачка
- Филих, Немачка
- Стеинкјер, Норвешка
- Писек, Чешка
- Пинкара, Италија
- Ровиго, Италија
- Новополоцк, Белорусија